# Eudarcia richardsoni
Eudarcia richardsoni är en fjärilsart som beskrevs av Walsingham 1900. Eudarcia richardsoni ingår i släktet Eudarcia och familjen äkta malar. Inga underarter finns listade i Catalogue of Life.